# Felip de Saleta i Cruxent
Felip de Saleta i Cruxent   (Calella, 12 de juliol de 1851 - Calella, 8 de setembre de 1877) fou un escriptor i advocat calellenc. Fill de Felip de Saleta i Puig i Josefa Cruixent, va residir a Barcelona on col·laborà en La Renaixença i La Gramalla, que li edità el llarg poema patriòtic La morta viva. El seu germà Honorat fou un militar de gran prestigi. El 1871, va fundar una revista per a dones, La Llar, de la qual només van aparèixer tres números. Publicà, a més d'alguns llibres de poemes en castellà, els reculls Guspires (1875) i Fantasies (1876). Va morir de tuberculosis pulmonar als vint-i-sis anys.